# Cantón de Conliège
El cantón de Conliège era una división administrativa francesa, que estaba situada en el departamento de Jura y la región de Franco Condado.

## Composición
El cantón estaba formado por diecisiete comunas:
- Blye
- Briod
- Châtillon
- Conliège
- Courbette
- Crançot
- Mirebel
- Montaigu
- Nogna
- Pannessières
- Perrigny
- Poids-de-Fiole
- Publy
- Revigny
- Saint-Maur
- Verges
- Vevy

## Supresión del cantón de Conliège
En aplicación del Decreto n.º 2014-165 de 17 de febrero de 2014, el cantón de Conliège fue suprimido el 22 de marzo de 2015 y sus 17 comunas pasaron a formar parte; dieciséis del nuevo cantón de Poligny y una del nuevo cantón de Moirans-en-Montagne.